# Indicatif régional 320

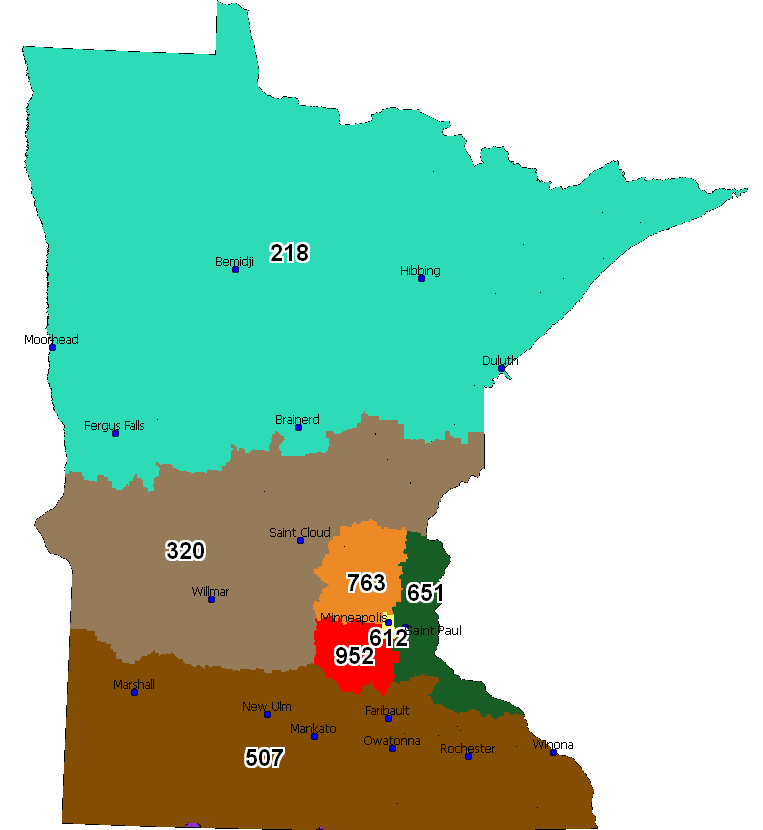
Carte de l'État du Minnesota avec les territoires de ses indicatifs régionaux. L'indicatif régional 320 est en brun pâle au centre de l'État.

L'indicatif régional 320 est l'un des indicatifs téléphoniques régionaux de l'État du Minnesota aux États-Unis. Cet indicatif couvre le centre de l'État. Les principales villes desservies par l'indicatif sont St. Cloud, Alexandria, et Willmar.
La carte ci-contre indique en brun pâle le territoire couvert par l'indicatif 320.
L'indicatif régional 320 fait partie du Plan de numérotation nord-américain.

## Villes desservies par l'indicatif
| - Albany - Alexandria - Annandale - Appleton - Askov - Atwater - Avon - Benson - Bird Island - Braham - Browns Valley - Brownton - Buffalo Lake - Clarkfield - Clear Lake - Clearwater - Cokato - Cold Spring - Collegeville - Danube - Dassel - Dawson - Eden Valley - Foley - Garrison | - Glencoe - Granite Falls - Hector - Hinckley - Howard Lake - Hutchinson - Isle - Kimball - Lester Prairie - Litchfield - Little Falls - Long Prairie - Madison - Maple Lake - Melrose - Milaca - Montevideo - Mora - Morris - New London - Ogilvie - Olivia - Onamia | - Ortonville - Osakis - Paynesville - Pierz - Pine City - Randall - Renville - Richmond - Rock Creek - Rockville - Rush City - Sacred Heart - St. Augusta - St. Cloud - St. Joseph - Sandstone - Sartell - Sauk Centre - Sauk Rapids - Spicer - Starbuck - Waite Park - Watkins - Wheaton - Willmar - Winsted |

## Source
- (en) Cet article est partiellement ou en totalité issu de l’article de Wikipédia en anglais intitulé « Area code 320 » (voir la liste des auteurs).